# Uziębły
Uziębły [pronunciación en polaco: /uˈʑembwɨ/] es un pueblo en el distrito administrativo de Gmina Paprotnia, dentro del Distrito de Siedlce, Voivodato de Mazovia, cerca de la frontera oriental de Polonia central. Se encuentra aproximadamente 16 kilómetros al noreste de Siedlce y 95 kilómetros al este de Varsovia.